# Ди Мариано, Франческо
Франче́ско Ди Мариано (итал. Francesco Di Mariano; 20 апреля 1996, Палермо, Италия) — итальянский футболист, вингер клуба «Палермо».

## Клубная карьера
Ди Мариано начинал заниматься футболом в родном городе Палермо, затем в возрасте 13 лет перешёл в академию «Лечче». 9 сентября 2012 года он дебютировал за клуб на профессиональном уровне в матче третьего дивизиона Италии против клуба «Кунео».
20 июля 2016 года после аренд из «Ромы» в клубы «Анкона» и «Монополи» Франческо перешёл в клуб «Новара».
29 января 2020 года Ди Мариано перешёл в клуб «Юве Стабия» на правах аренды с правом выкупа..
16 августа 2022 года Франческо подписал трёхлетний контракт с клубом «Палермо».

## Личная жизнь
Франческо является племянником бывшего игрока «Ювентуса» и сборной Италии Сальваторе Скиллачи.